# Sphyrospermum cordifolium
Sphyrospermum cordifolium là một loài thực vật có hoa trong họ Thạch nam. Loài này được Benth. miêu tả khoa học đầu tiên năm 1846.